# Vision Valley
Vision Valley è il terzo album di studio del gruppo alternative rock The Vines, pubblicato il 1º aprile 2006 in Australia, e il 3 aprile in tutto il mondo (eccetto gli Stati Uniti, dove è uscito il 4 aprile). Non vi è stato contributo da parte del bassista Patrick Matthews (che si è dedicato agli Youth Group), sostituito da Andy Kent degli You Am I.
Riuscì ad arrivare alla posizione numero 136 alla Billboard Album Charts degli USA, e venne accolto da svariate critiche, ma particolarmente positive dal pubblico britannico.

## Tracce
Tutte le tracce sono scritte da Craig Nicholls.
1. Anysound – 1:55
2. Nothin's Comin' – 2:00
3. Candy Daze – 1:40
4. Vision Valley – 2:42
5. Don't Listen to the Radio – 2:10
6. Gross Out – 1:18
7. Take Me Back – 2:42
8. Going Gone – 2:44
9. Fuk Yeh – 1:58
10. Futuretarded – 1:47
11. Dope Train – 2:36
12. Atmos – 1:50
13. Spaceship – 6:07

### Edizione speciale con DVD
1. Highly Evolved
2. Get Free
3. Outtathaway
4. Homesick
5. Ride
6. Winning Days
7. Gross Out
8. Studio Walkthrough with Wayne Connolly

## Formazione

### Musicisti
- Craig Nicholls – voce, chitarra, tastiere e basso in "Futuretarded"
- Ryan Griffiths – chitarra, tastiere, cori
- Hamish Rosser – batteria, percussioni, cori
- Andy Kent (You Am I) – basso
- Tim Kevin (La Huva) – arrangiamenti speciali, piano, organo
- Nic Dalton (Half A Cow Records) – mandolino elettrico
- Amanda Brown – violino
- Rowan Smith – violino
- Sophie Glasson – violoncello

### Produzione
- Wayne Connolly – produttore, mixaggio, masterizzazione
- Dan Clinch – engineering aggiuntivi
- Anthony The – engineering aggiuntivi
- Veit Mahler – engineering aggiuntivi